# Paseo del Bajo
Il Paseo del Bajo è un'autostrada che attraversa il centro della capitale argentina Buenos Aires. Unisce le autostrade 25 de Mayo e Buenos Aires-La Plata con l'area del porto e l'Autostrada Illia.
È stata costruita per migliorare i collegamenti tra il nord ed il sud della capitale e per liberare le strade del centro dal traffico pesante. Attraversa i quartieri di San Telmo, Monserrat, San Nicolás, Puerto Madero, Retiro e Recoleta.

## Storia
Il primo progetto per quest'opera, di primaria importanza strategica per la capitale argentina, fu presentato nel 1965. I lavori di costruzione furono iniziati il 12 gennaio 2017 e l'opera è stata inaugurata il 27 maggio 2019. È stata finanziata in parte con i fondi della città e del governo nazionale e, in maggioranza, con un prestito dalla Corporación Andina de Fomento.
La costruzione della nuova arteria stradale ha consentito di creare nuovi 60.000 m² di spazi verdi da destinare alle attività ricreative sportive. Questo nuovo parco, chiamato Parco del Bajo, è stato inaugurato il 20 maggio 2019.

## Percorso
Nasce nel barrio di San Telmo, dall'intersezione delle autostrade 25 de Mayo e Buenos Aires-La Plata, entrambe sopraelevate. Il Paseo de Bajo corre verso nord formando una trincea coperta e semicoperta all'altezza di calle Carlos Calvo consentendo così una serie di collegamenti stradali tra Puerto Madero e il centro. L'autostrada è destinata esclusivamente al traffico pesante, i veicoli leggeri sono stati dirottati sulle parallele Alicia Moreau de Justo in direzione nord e Eduardo Madero e Ing. Huergo in direzione sud. All'altezza di Ramos Mejía il Paseo del Bajo riaffiora dando la possibilità di accedere all'autostazione di Retiro e poi prosegue su un viadotto verso l'area portuale sino ad intersecarsi con l'autostrada Illia all'altezza della barriera Retiro.